# Lurgan
Lurgan (irlandais : An Lorgain, qui signifie « la longue crête ») est une ville du comté d'Armagh en Irlande du Nord. La ville est située sur la rive sud du Lough Neagh et dans l’angle nord-est du comté. Faisant partie du Craigavon Borough Council, Lurgan se trouve à 29 km au sud-ouest de Belfast et est reliée à la plus grande ville d’Irlande du Nord par l’autoroute M1 et par la ligne ferroviaire  reliant Dublin et Belfast. Lurgan compte environ 23 000 habitants depuis le recensement de 2001.
Lurgan est caractéristique des nombreuses villes créées lors des Plantations d'Ulster avec un cœur de ville formé de larges rues suivant un plan organisé, le tout entouré de nombreux ensembles de quartiers résidentiels. La ville compte de nombreux monuments et bâtiments anciens comme Brownlow House et l’ancienne mairie. 
Historiquement, la ville est un centre majeur de l’industrie textile, principalement avec le lin produit en Irlande, jusqu’à son déclin à partir des années 1990. Le développement de la ville nouvelle de Craigavon a eu un impact majeur sur Lurgan dans les années 1960 en attirant à lui les industries.

## Histoire

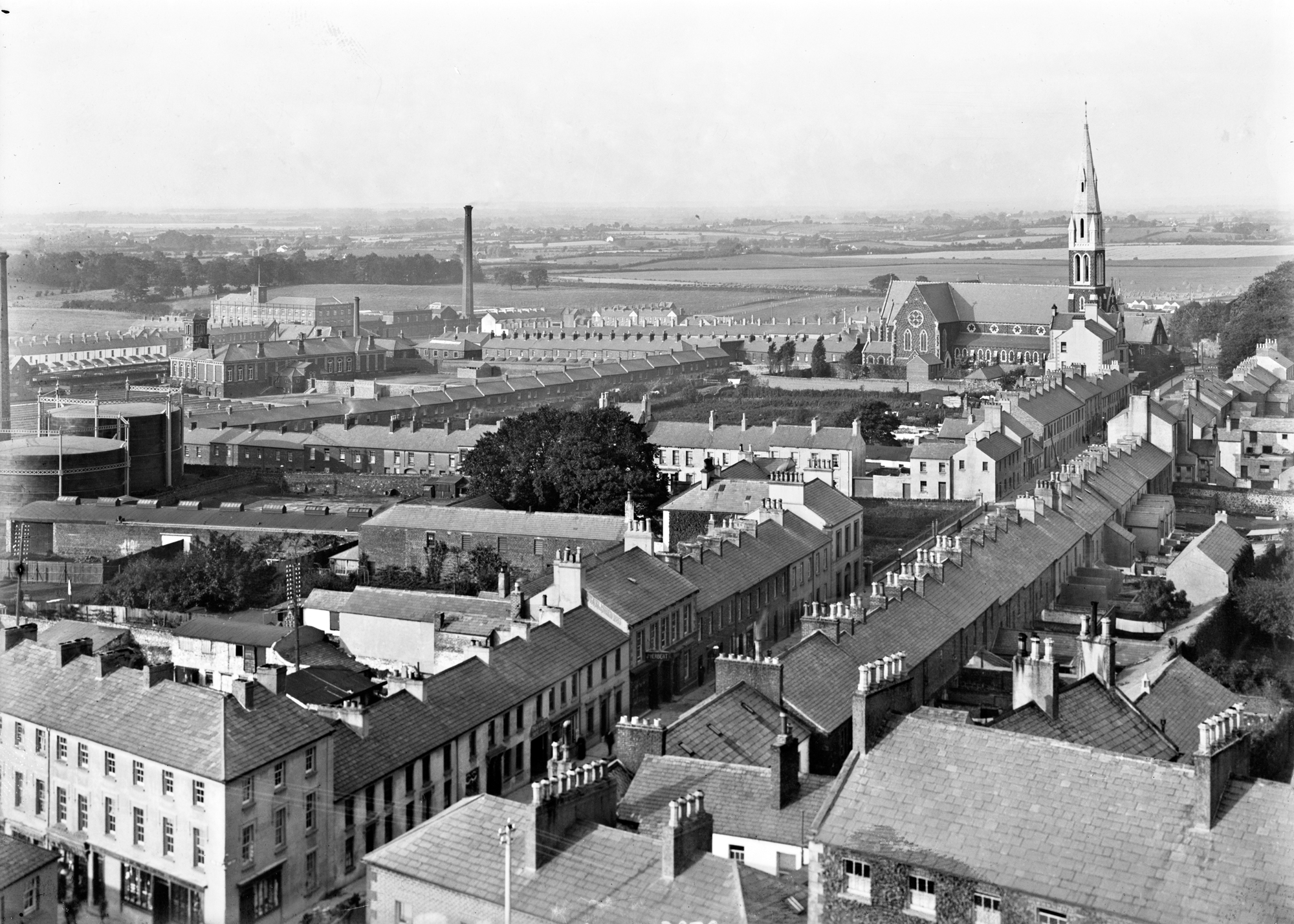
Lurgan, avant 1939. Nous remarquons la cheminée d'une usine de textile à gauche.

La ville de Lurgan a connu plusieurs noms : Lorgain Chlann Bhreasail (la longue crête de Clanbrassil) et Lorgain Bhaile Mhic Cana (la longue crête de la terre des McCann's) qui a été anglicisé en Lurgivallivacket. Les McCann sont un septs des O’Neill et des lords de Clanbrassil avant le développement des Plantations d’Ulster au début du XVIIe siècle.

## Personnalités
- Louise Harra, physicienne nord-irlandaise, y est née.